# 福島県道118号本宮岩代線
福島県道118号本宮岩代線（ふくしまけんどう118ごう もとみやいわしろせん）は、福島県本宮市から二本松市に至る一般県道である。

## 路線概要
- 起点：本宮市本宮字荒町
- 終点：二本松市小浜
- 総延長：11.961 km[1]
  - 実延長：11.609 km
- 路線認定年月日：1959年8月31日[2]

### 重用路線
- 福島県道119号本宮常葉線（本宮市高木字平内～同市和田字除石）
- 福島県道116号二本松三春線（本宮市長屋字藤苗内～同市長屋字宮山）
- 福島県道40号飯野三春石川線（二本松市小浜字成田沢～同市小浜字古明神）

### 道路施設
- 昭代橋（阿武隈川　本宮市）

## 通過する自治体
- 福島県
  - 本宮市 - 二本松市

## 接続・交差する道路
- 本宮市内
  - 福島県道28号本宮三春線（福島県道355号須賀川二本松線重用区間）（本宮字荒町 起点）
  - 福島県道73号二本松金屋線（高木字平内）
  - 福島県道119号本宮常葉線 田村市方面（和田字除石）
  - 福島県道116号二本松三春線 三春町方面（本宮市長屋字藤苗内）
  - 福島県道116号二本松三春線 二本松市街地方面（本宮市長屋字宮内）
- 二本松市内
  - 福島県道40号飯野三春石川線 福島市方面（小浜字成田沢）
  - 福島県道40号飯野三春石川線 三春町方面（小浜字古明神）
  - 国道459号（小浜字鳥居町 終点）

## 沿線
- リオンドールガーデン本宮
- 南消防署
- 福島県立本宮高等学校
- 二本松市立小浜中学校